# Gugudan
Gugudan (en hangul, 구구단, katakana: ググダン), estilizado como gu9udan o Gx9, fue un grupo femenino surcoreano formado en 2016 por Jellyfish Entertainment. El grupo estaba compuesto por ocho miembros: Mimi, Hana, Haebin, Nayoung, Sejeong, Sally, Soyee y Mina; desde la salida de Hyeyeon del grupo en octubre de 2018. Después de dos años sin actividades grupales, Gugudan se disolvió el 31 de diciembre de 2020.

## Historia

### Predebut
En enero de 2016, Kim Nayoung, Kim Sejeong y Mina se presentaron como aprendices de Jellyfish Entertainment en el programa de supervivencia de Mnet, Produce 101; donde 101 chicas aprendices de varias compañías competirían para debutar en un grupo temporal de 11 integrantes que promovería durante un año bajo YMC Entertainment.
Después de quedar en 2.º y 9.º lugar respectivamente durante el episodio final, Sejeong y Mina debutaron como miembros de I.O.I en mayo de 2016.

### 2016:  Debut conAct. 1 The Little Mermaid
A pesar de negar informes anteriores sobre Sejeong y Mina debutando en un grupo en junio, Jellyfish Entertainment confirmó el 7 de junio que las dos miembros de I.O.I debutarían dentro del mes en lo que sería el primer grupo de chicas de la compañía. Debido a los términos especiales de YMC Entertainment en los cuales las miembros de I.O.I solo podían hacer actividades bajo sus respectivas compañías mientras I.O.I estaba en descanso o mientras el grupo promovía en subunidades, no hubo complicaciones con el plan.
Nayoung también fue confirmada como miembro el 10 de junio y el 13 de junio, la compañía reveló que Gugudan sería un grupo de 9 miembros. El 17 de junio, Jellyfish Entertainment anunció el nombre del grupo.
El 22 de junio, el grupo confirmó que iban a un concepto de "sirena". Después del anuncio, una highlight medley del miniálbum debut del grupo fue lanzado el 24 de junio y finalmente debutaron el 28 de junio de 2016 con el miniálbum, Act. 1 The Little Mermaid, con «Wonderland» como la canción principal. El video musical de la canción se publicó en línea a través de una cuenta regresiva en vivo en la Naver V App.
Gugudan participó en el proyecto de invierno de Jellyfish Entertainment, Jelly Christmas 2016, con sus compañeros de sello Seo In-guk, VIXX, Park Yoon-ha, Park Jung-ah, Kim Gyu-sun, Kim Ye-won y Jiyul. La canción titulada «Falling» (en hangul, 니가 내려와) fue lanzada digitalmente el 13 de diciembre de 2016.
El 17 de diciembre de 2016, Gugudan anunció su nombre oficial de fan-club, "Dear Friend" (en hangul, 단짝) a través de su canal V app. El nombre del fan-club significa que los fanes y Gugudan van a ser mejores amigos.

### 2017:Act. 2 Narcissus y Act. 3 Chococo Factory
El 20 de enero de 2017, se informó que gugudan realizaría su regreso en febrero. El 3 de febrero de 2017, Jellyfish Entertainment anunció que Gugudan haría su primer regreso desde su debut con su segundo miniálbum, el 28 de febrero. El 15 de febrero de 2017, Jellyfish Entertainment lanzó un teaser anunciando los títulos para el miniálbum Act. 2 Narcissus y la canción titulada «A Girl Like Me».
El 19 de julio se confirmó la primera subunidad del grupo, el nombre de la subunidad fue confirmada el 25 de julio, llamada “Gugudan OGUOGU” conformada por los miembros Mina y Hyeyeon, la subunidad debutó el 10 de agosto del 2017 con el sencillo digital “Ice Chu”.
El 19 de octubre se anunció que Soyee se tomaría un descanso del grupo y que no participaría del próximo comeback del grupo que venía en noviembre.
El 8 de noviembre de 2017, Gugudan volvió con el álbum sencillo “Act. 3 Chococo Factory” con la canción principal llamada “Chococo” y contó con 8 miembros.

### 2018:Act. 4 Cait Sith, Salida de Hyeyeon yAct. 5 New Action
En 2018, Gugudan se estaba preparando para su regreso en febrero, finalmente el 1 de febrero de 2018, Gugudan lanzó su segundo álbum sencillo titulado “Act. 4 Cait Sith” y con la canción principal titulada “The Boots” la cual mostraba un concepto más maduro y único donde Soyee si estuvo presente.
El 29 de junio se anunció que debutaría la segunda subunidad del grupo liberando un teaser llamado “SEMINA” la cual estaba conformada por Sejeong, Mina y Nayoung.
El 2 de julio fue lanzado un teaser de las chicas practicando "Something New" canción que presentaron hace dos años en el primer episodio de Produce 101.
El 3 de julio compartieron una nueva imagen por su primer lanzamiento, su primer trabajo como subunidad llevará por nombre "샘이나" (saem-ina) literalmente, "ponerse celosa". El título de la canción es un juego de palabras ya que suena similar a "세미나" (semina). Su sencillo se libera el 10 de julio a las 6PM KST.
El 25 de octubre del 2018, Jellyfish Entertainment anunció que la miembro Hyeyeon dejó el grupo debido a problemas de salud, también por la decisión de ella de seguir estudiando.
Gugudan volvió con el su tercer miniálbum el 6 de noviembre titulado “Act. 5 New Action” con la canción principal “Not that Type” la cual continuó con su concepto maduro al igual que The Boots, en este comeback nuevamente el grupo contó con 8 miembros sin Hyeyeon.

### 2020: Disolución
En mayo del 2020, la miembro Sally entró al programa de ídolos chinos “Produce Camp 2020” y logró formar parte del grupo ganador del programa “BonBon Girls 303”, el cual debutó el 11 de agosto. En el programa, Sally confesó que la agencia les había ordenado a todas las miembros a abandonar el dormitorio conjunto a principios del 2019 y fue por eso que volvió a China y tiempo después se comunicó con Jellyfish y preguntó cuando tenía que volver, pero ellos le dijeron que ya no sería necesario hacerlo.
Finalmente el 31 de diciembre del 2020, luego de 2 años de hiatus, Jellyfish Entertainment anunció la disolución oficial de Gugudan.

## Miembros
| Mimi    | 미미 | Jung Mi Mi   | 정미미 | 鄭美美 | 1 de enero de 1993 (32 años)      | Seúl, Corea del Sur                    | Vocalista y Bailarina                                         |
| Hana    | 하나 | Shin Bo Ra   | 신보라 | 辛寶羅 | 30 de abril de 1993 (32 años)     | Bucheon, Gyeonggi, Corea del Sur       | Líder, Vocalista, Bailarina Principal                         |
| Haebin  | 해빈 | Han Hae Bin  | 한해빈 | 姜倞媛 | 16 de agosto de 1995 (29 años)    | Busan, Corea del Sur                   | Vocalista Principal y Bailarina                               |
| Nayoung | 나영 | Kim Na Young | 김나영 | 金娜英 | 23 de noviembre de 1995 (29 años) | Seúl, Corea del Sur                    | Vocalista Líder y Bailarina                                   |
| Sejeong | 세정 | Kim Se Jeong | 김세정 | 金世正 | 28 de agosto de 1996 (28 años)    | Gimje, Jeolla del Norte, Corea del Sur | Vocalista Principal y Bailarina                               |
| Sally   | 샐리 | Liú Xiēníng  | 류셰닝 | 刘些宁 | 20 de octubre de 1996 (28 años)   | Shenzhen, Guangdong, China             | Rapera Líder, Sub-Vocalista y Bailarina Líder                 |
| Soyee   | 소이 | Jang So Jin  | 장소진 | 張昭真 | 21 de noviembre de 1996 (28 años) | Gwangju, Corea del Sur                 | Vocalista Líder y Bailarina                                   |
| Mina    | 미나 | Kang Mi Na   | 강미나 | 康美娜 | 4 de diciembre de 1999 (25 años)  | Icheon, Gyeonggi, Corea del Sur        | Maknae, Sub-Vocalista, Bailarina Principal y Rapera principal |

## Discografía

### EP
| Título                                                                                      | Detalles del álbum | Posiciones en gráficos | Posiciones en gráficos | Ventas         |
| Título                                                                                      | Detalles del álbum | COR                    | TW                     | Ventas         |
| ------------------------------------------------------------------------------------------- | --- | ---------------------- | ---------------------- | -------------- |
| Act. 1 The Little Mermaid                                                                   | - Lanzamiento: 28 de junio de 2016 - Discográfica(s): Jellyfish Entertainment, CJ E&M - Formatos: CD, descarga digital   | 2                      | 8                      | - COR: 22,217+ |
| Act. 2 Narcissus                                                                            | - Lanzamiento: 28 de febrero de 2017 - Discográfica(s): Jellyfish Entertainment, CJ E&M - Formatos: CD, descarga digital | 3                      | 9                      | - COR: 15,182+ |
| "—" denota los lanzamientos que no han sido publicados o no se han publicado en esa región. | |                        |                        |                |

### Sencillos
| Título                                                                                      | Año  | Posiciones en gráficos | Ventas         | Álbum                     |
| Título                                                                                      | Año  | COR                    | Ventas         | Álbum                     |
| ------------------------------------------------------------------------------------------- | ---- | ---------------------- | -------------- | ------------------------- |
| «Wonderland»                                                                                | 2016 | 19                     | - COR: 55,887+ | Act. 1 The Little Mermaid |
| «A Girl Like Me»                                                                            | 2017 | 27                     | - COR: 70,060+ | Act. 2 Narcissus          |
| "—" denota los lanzamientos que no han sido publicados o no se han publicado en esa región. |      |                        |                |                           |

### Apariciones en bandas sonoras
| Título                                                                                      | Año  | Miembro(s) | Posiciones en gráficos | Ventas         | Álbum                            |
| Título                                                                                      | Año  | Miembro(s) | COR                    | Ventas         | Álbum                            |
| ------------------------------------------------------------------------------------------- | ---- | ---------- | ---------------------- | -------------- | -------------------------------- |
| «Forever Love»                                                                              | 2016 | Haebin     | —                      | —              | Romantic Doctor, Teacher Kim OST |
| «만에 하나» (If Only)                                                                       | 2017 | Sejeong    | 35                     | - COR: 68,848+ | The Legend of the Blue Sea OST   |
| "—" denota los lanzamientos que no han sido publicados o no se han publicado en esa región. |      |            |                        |                |                                  |

### Colaboraciones
| Año  | Título                  | Miembro(s)             | Posiciones en gráficos | Otros artistas                                                                                     | Ventas          | Álbum                        |
| Año  | Título                  | Miembro(s)             | COR                    | Otros artistas                                                                                     | Ventas          | Álbum                        |
| ---- | ----------------------- | ---------------------- | ---------------------- | -------------------------------------------------------------------------------------------------- | --------------- | ---------------------------- |
| 2016 | «Pick Me»               | Sejeong, Nayoung, Mina | 9                      | —                                                                                                  | - COR: 893,723+ | —                            |
| 2016 | «24시간» (24 Hours)     | Nayoung, Mina          | 44                     | Make Some Noise (Hwang InSun, NaYoung, Kang YaeBin, Seong HyeMin, MiNa, Zhou Jieqiong, Lee SooMin) | - COR: 159,877+ | 35 Girls 5 Concepts          |
| 2016 | «Fingertips»            | Sejeong                | 21                     | Pinkrush (Lim NaYoung, SeJeong, An YeSeul, Kim ChungHa, Ki HeuiHyeon, Ng Sze Kai, Jung EunWoo)     | - COR: 319,224+ | 35 Girls 5 Concepts          |
| 2016 | «TAXI»                  | Nayoung                | —                      | Sunny Girls (Eunha, YooA, Cheng Xiao, Nayoung and Nancy)                                           | —               | Inkigayo Music Crush Part. 2 |
| 2016 | «니가 내려와» (Falling) | Todas                  | 34                     | Seo In-guk, VIXX, Park Yoon-ha, Park Jung-ah, Kim Gyu-sun, Kim Ye-won, Jiyul                       | - COR: 64,663+  | Jelly Christmas 2016         |

## Filmografía

### Televisión

#### Programas de variedades/realidad
| Año     | Título                                 | Cadena     | Miembro(s)                                         | Nota                                                                        |
| ------- | -------------------------------------- | ---------- | -------------------------------------------------- | --------------------------------------------------------------------------- |
| 2012-13 | K-pop Star 2                           | SBS        | Sejeong                                            | Eliminado en la prueba de casting                                           |
| 2013    | Cheongdam-dong 111                     | tvN        | Mimi                                               | Con artistas, aprendices y ejecutivos de FNC Entertainment                  |
| 2016    | Produce 101                            | Mnet       | Nayoung, Mina and Sejeong                          | Programa de supervivencia que determina los miembros de I.O.I               |
| 2016    | Standby I.O.I                          | Mnet       | Sejeong and Mina                                   | Primer reality show de I.O.I                                                |
| 2016    | Saturday Night Live Korea              | tvN        | Sejeong and Mina                                   | Anfitriones, con otras miembros de I.O.I                                    |
| 2016    | Talents for Sale                       | KBS2       | Nayoung and Sejeong                                | Sejeong como anfitriona habitual                                            |
| 2016    | Girls Who Eat Well                     | JTBC       | Mina                                               | Programa Muk-bang                                                           |
| 2016    | A New House For Me                     | JTBC       | Hana, Nayoung, Sejeong                             | Episodio 29                                                                 |
| 2016    | Weekly Idol                            | MBC Every1 | Todas                                              | Episodio 259                                                                |
| 2016    | Golden Bell Challenge                  | KBS2       | Todas                                              | Episodio 832, Invitadas                                                     |
| 2016    | Vitamin                                | KBS2       | Hana, Nayoung, Mina, Hyeyeon                       | Episodio 639, Panelistas (Discusión sobre los Riñones)                      |
| 2016    | Vocal War: God's Voice                 | SBS        | Hana, Sejeong                                      | Audiencia                                                                   |
| 2016    | Baek Jong Won's Top 3                  | SBS        | Todas                                              | Episodio 48, Audiencia                                                      |
| 2016    | Happy Together 3                       | KBS2       | Sejeong                                            | Episodio 461, Invitadas                                                     |
| 2016    | Running Man                            | SBS        | Sejeong                                            | Episodio 313, Invitadas                                                     |
| 2016    | 배움은 놀이다 Show                     | KBS1       | Nayoung, Hyeyeon                                   | Episodio 1-2, Invitadas                                                     |
| 2016    | Boom Shakalaka                         | KBS2       | Sejeong                                            | Programa especial de chuseok, 2.º lugar                                     |
| 2016    | Running Man                            | SBS        | Mimi, Hana, Haebin, Nayoung, Sally, Soyee, Hyeyeon | Episodio 319, Invitadas                                                     |
| 2016    | What shall we eat today                | Olive TV   | Todas                                              | Episodio 195, Invitadas                                                     |
| 2016    | Let's eat dinner together              | JTBC       | Sejeong                                            | Invitadas especiales navideñas, episodio 10                                 |
| 2016    | As I Say                               | JTBC       | Sejeong                                            | Episodio 10, Invitadas                                                      |
| 2016    | Gugudan Project - Extreme School Trip. | MBC Music  | Todas                                              | Primer reality show de Gugudan (5 episodios)                                |
| 2016    | You Hee-yeol's Sketchbook              | KBS2       | Sejeong                                            | Episodio 345, Invitadas                                                     |
| 2016    | Immortal Songs: Singing the Legend     | KBS1       | Sejeong                                            | Episodio 282, Invitadas                                                     |
| 2016    | Flower Crew                            | SBS        | Sejeong                                            | Episodio 17-18, Invitadas                                                   |
| 2017    | 1 VS 100                               | KBS2       | Sejeong                                            | Episodio 466, Invitadas                                                     |
| 2017    | We Will Eat Well                       | JTBC       | Sejeong                                            | Episodio 23, Invitadas                                                      |
| 2017    | Paik Jong-won's Three Great Emperors   | SBS        | Sejeong                                            | Episodio 68                                                                 |
| 2017    | Law of the Jungle                      | SBS        | Sejeong                                            | Episodio 255-262, Invitadas                                                 |
| 2017    | King of Mask Singer                    | MBC        | Sejeong                                            | Participante como "Worker Holic Antgirl" (episodio 95)                      |
| 2017    | Get It Beauty 2017                     | OnStyle    | Sejeong                                            | Anfitriona regular                                                          |
| 2017    | Idol Star Athletics Championships      | MBC        | Sejeong, Hana, Mimi and Nayoung                    | 2017 Idol Star Athletics Archery Rhythmic Gymnastics Aerobics Championships |
| 2017    | Girl Group Battle                      | KBS2       | Todas (excepto Haebin)                             | Especial de Nuevo Año Coreano, Participantes                                |
| 2017    | Singing Battle – Victory               | KBS2       | Sejeong                                            | Episodio 18, Aparición especial                                             |
| 2017    | Battle Trip                            | KBS World  | Sejeong, Nayoung                                   | Episodio 40, Invitadas/Participantes                                        |

#### Drama
| Año  | Título                    | Cadena  | Miembro(s) | Nota      |
| ---- | ------------------------- | ------- | ---------- | --------- |
| 2014 | High School King of Savvy | tvN     | Hana       | Cameo     |
| 2014 | One Sunny Day             | LINE TV | Mimi       | Cameo     |
| 2015 | Producers                 | KBS2    | Mimi       | Cameo     |
| 2016 | The Sound of Your Heart   | KBS2    | Sejeong    | Cameo     |
| 2017 | School 2017               | KBS2    | Sejeong    | Principal |

### Apariciones en videos musicales
| Año  | Título             | Artista     | Miembro(s)              |
| ---- | ------------------ | ----------- | ----------------------- |
| 2013 | «Madly»            | FTISLAND    | Mimi                    |
| 2013 | «Everlasting Love» | Seo In-guk  | Hana                    |
| 2014 | «Eternity»         | VIXX        | Hana                    |
| 2014 | «Bomtanaba»        | Seo In-guk  | Soyee                   |
| 2014 | «Blossom Tears»    | Leo & Lyn   | Soyee                   |
| 2015 | «Chained Up»       | VIXX        | Sally                   |
| 2015 | «Pick Me»          | Produce 101 | Nayoung, Mina y Sejeong |
| 2016 | «Crush»            | I.O.I       | Sejeong y Mina          |
| 2016 | «Dynamite»         | VIXX        | Nayoung                 |
| 2016 | «Dream Girls»      | I.O.I       | Sejeong y Mina          |
| 2016 | «Fantasy»          | VIXX        | Nayoung                 |
| 2016 | «Very Very Very»   | I.O.I       | Sejeong y Mina          |
| 2016 | «The Closer»       | VIXX        | Nayoung                 |
| 2017 | «Downpour»         | I.O.I       | Sejeong y Mina          |

### Apariciones en radio
| Año  | Título             | Channel         | Notes         |
| ---- | ------------------ | --------------- | ------------- |
| 2016 | Old School         | SBS Power FM    | Todas         |
| 2016 | Bae Sung-jae's Ten | SBS Power FM    | Hana, Sejeong |
| 2016 | Moonlight Paradise | MBC Standard FM | Todas         |

## Musicales
| Año     | Título       | Miembro(s) | Papel     | Notas                                  |
| ------- | ------------ | ---------- | --------- | -------------------------------------- |
| 2016-17 | Monte Cristo | Haebin     | Valentine | Papel de apoyo, acreditada como Haebin |

## Premios y nominaciones

### Golden Disk Awards
| Año  | Categoría                 | Receptor | Resultado |
| ---- | ------------------------- | -------- | --------- |
| 2017 | Rookie Artist of the Year | Gugudan  | Nominado  |

### Seoul Music Awards
| Año  | Categoría        | Receptor     | Resultado |
| ---- | ---------------- | ------------ | --------- |
| 2017 | Rookie Award     | Gugudan      | Nominado  |
| 2017 | Popularity Award | «Wonderland» | Nominado  |

### Mnet Asian Music Awards
| Año  | Categoría                      | Receptor | Resultado |
| ---- | ------------------------------ | -------- | --------- |
| 2016 | Best New Artist (Female Group) | Gugudan  | Nominado  |
| 2016 | Artist of the Year             | Gugudan  | Nominado  |

### Gaon Chart Music Awards
| Año  | Categoría    | Receptor | Resultado |
| ---- | ------------ | -------- | --------- |
| 2017 | Rookie Award | Gugudan  | Nominado  |

### Otros
| Año  | Premio                   | Categoría                                 | Receptor | Resultado |
| ---- | ------------------------ | ----------------------------------------- | -------- | --------- |
| 2016 | Rookie Asia M-style Show | Cultural Technology - Awesome Style Award | Gugudan  | Ganador   |
| 2016 | Asia Artist Awards       | Most Popular Artists (Singer)             | Gugudan  | Nominado  |